# Maria Potępa
Maria Barbara Potępa (ur. 25 marca 1948 w Dąbrowie Górniczej) – polska polityk, lekarka, ginekolog, posłanka na Sejm IV kadencji.

## Życiorys
W 1971 ukończyła studia na Wydziale Lekarskim Śląskiej Akademii Medycznej w Katowicach, posiada specjalizację w zakresie położnictwa i ginekologii. Od 1971 pracuje w służbie zdrowia, początkowo jako asystent, a w latach 1992–2001 jako ordynator oddziału ginekologiczno-położniczego Szpitala Miejskiego nr 3 w Sosnowcu. Od 1971 do rozwiązania partii należała do PZPR.
Pełniła funkcję posła na Sejm IV kadencji, wybranego w okręgu sosnowieckim z ramienia Sojuszu Lewicy Demokratycznej. W 2004 przeszła do Socjaldemokracji Polskiej, z której listy kandydowała bezskutecznie w wyborach parlamentarnych w 2005. Zasiadała w krajowym sądzie partyjnym SDPL.
Po wyborczej porażce powróciła do pracy w szpitalu. W 2006 została wybrana na radną powiatu będzińskiego z listy koalicji Lewica i Demokraci. W przedterminowych wyborach w 2007 bez powodzenia kandydowała z jej ramienia do Sejmu. Później wstąpiła do klubu radnych Platformy Obywatelskiej. Z listy PO w 2010 została radną sejmiku śląskiego. Rok później ubiegała się (jako członkini PO) o mandat poselski, a w 2014 ponownie została wybrana na radną wojewódzką. W 2018 i 2024 wystartowała natomiast do rady powiatu.

## Odznaczenia
W 1997 otrzymała Brązowy Krzyż Zasługi.